# ワグスタッフ素数
数論において、ワグスタッフ素数（英: Wagstaff prime）は、
{\displaystyle p={{2^{q}+1} \over 3}}
の形をした素数 p である。ただし q は別の素数である。ワグスタッフ素数は、数学者のサミュエル S. ワグスタッフ・ジュニアにあやかって名付けられた。Prime Pages では、フランソワ・モランが Eurocrypt の 1990年 の学会での講演において、この素数を名付けた事に言及している。ワグスタッフ素数は新メルセンヌ予想と関連しており、暗号理論への応用を持っている。

## 主な素数
最初の3つのワグスタッフ素数は、3, 11, 43 である。なぜならば
{\displaystyle {\begin{aligned}3&={2^{3}+1 \over 3},\\[5pt]11&={2^{5}+1 \over 3},\\[5pt]43&={2^{7}+1 \over 3}.\end{aligned}}}

## 知られているワグスタッフ素数
最初のいくつかのワグスタッフ素数は以下のものである。
3, 11, 43, 683, 2731, 43691, 174763, 2796203, 715827883, 2932031007403, … オンライン整数列大辞典の数列 A000979
2013年10月の時点で、ワグスタッフ素数か確率的素数（PRP)になるとわかっている指数{\displaystyle q}を、小さい順に並べると以下のようになる。
3, 5, 7, 11, 13, 17, 19, 23, 31, 43, 61, 79, 101, 127, 167, 191, 199, 313, 347, 701, 1709, 2617, 3539, 5807, 10501, 10691, 11279, 12391, 14479, 42737, 83339, 95369, 117239, 127031, 138937, 141079, 267017, 269987, 374321, 986191, 4031399, …, 13347311, 13372531 オンライン整数列大辞典の数列 A000978
2010年2月に、Tony Reix が次のワグスタッフ確率的素数を発見した。
{\displaystyle {\frac {2^{4031399}+1}{3}}}
これは 1,213,572 桁の数であり、当時見つかっていた中で3番目に大きい確率的素数であった。
2013年9月、Ryan Propper はさらに2つのワグスタッフ確率的素数の発見を知らせた。
{\displaystyle {\frac {2^{13347311}+1}{3}}}
と
{\displaystyle {\frac {2^{13372531}+1}{3}}}
である。いずれも400万桁よりわずかに多い桁数をもった確率的素数である。4031399 と 13347311 の間にワグスタッフ確率的素数を生み出す指数があるのかどうか、今のところ知られていない。

## 素数判定
これらの数は q の値が 83339 までのときは素数であることが証明されている。2020年12月現在 q > 83339 のときは確率的素数である。 q = 42737 のときに素数であることの証明は François Morain によって、 Opteron processor上で 743 GHz-days 間ワークステーションのいくつかのネットワーク上で動作している分散された ECPP を実行することによって、2007 年になされた。それはその発見から2009年3月まででは ECPP による素数の証明では3番目に大きい素数であった。
今のところ知られているアルゴリズムで、ワグスタッフ数が素数であることを最も早く証明できるものは、ECPP である。
Jean Penné による LLR (Lucas-Lehmer-Riesel) ツールは、 Vrba-Reix test の手段でワグスタッフ確率的素数を見つけるために使われる。それはワグスタッフ数を法とした {\displaystyle x^{2}-2} のもとでの digraph の周期性に基づいた PRP テストである

## 一般化
より一般的な次の形の数を考えることが自然である
{\displaystyle Q(b,n)={\frac {b^{n}+1}{b+1}}}
ただし底は {\displaystyle b\geq 2} である。{\displaystyle n} が奇数のときには
{\displaystyle {\frac {b^{n}+1}{b+1}}={\frac {(-b)^{n}-1}{(-b)-1}}=R_{n}^{(-b)}}
であるので、これらの一般化されたワグスタッフ数は、負の底 {\displaystyle -b} をもったレピュニット数のケースと考えられることがある。
いくつかの特定の {\displaystyle b} の値について、（非常に小さい {\displaystyle n} に対して例外があるかもしれないがそれを除いて）すべての {\displaystyle Q(b,n)} は、「代数的な」分解のために合成数である。具体的には、{\displaystyle b} が奇数の指数をもった完全冪の形（例えば 8, 27, 32, 64, 125, 128, 216, 243, etc. オンライン整数列大辞典の数列 A070265）であれば、{\displaystyle m} が奇数のとき {\displaystyle x^{m}+1} が {\displaystyle x+1} で割り切れるという事実によって、これらの特殊な場合には {\displaystyle Q(a^{m},n)} は {\displaystyle a^{n}+1} で割り切れる。別のケースは k を正の整数として {\displaystyle b=4k^{4}} のときである（例えば 4, 64, 324, 1024, 2500, 5184, etc. オンライン整数列大辞典の数列 A141046）。このとき aurifeuillean factorization がある。
しかしながら、{\displaystyle b} が代数的な分解をもたないときは、{\displaystyle Q(b,n)} が素数になる {\displaystyle n} が無数に存在するという予想を立てることができる。（{\displaystyle b} ≤ 300 に対しては、素数や PRP が知られていない 9 つの底 97, 103, 113, 175, 186, 187, 188, 220, and 284 が存在し、PRP は知られているが素数であることが証明されていないような 7 つの底 53, 124, 150, 182, 205, 222, and 296 が存在する。リストを見よ。すべての n が奇素数であることに注意せよ。）
オンライン整数列大辞典の数列 A084742
| Base | +1   | +2   | +3     | +4     | +5   | +6     | +7     | +8     | +9  | +10  | +11 | +12  | +13    | +14 | +15    | +16  | +17    | +18 | +19 | +20    |
| 0+   | None | 3    | 3      | 3      | 5    | 3      | 3      | None   | 3   | 5    | 5   | 5    | 3      | 7   | 3      | 3    | 7      | 3   | 17  | 5      |
| 20+  | 3    | 3    | 11     | 7      | 3    | 11     | None   | 3      | 7   | 139  | 109 | None | 5      | 3   | 11     | 31   | 5      | 5   | 3   | 53     |
| 40+  | 17   | 3    | 5      | 7      | 103  | 7      | 5      | 5      | 7   | 1153 | 3   | 7    | 21943  | 7   | 3      | 37   | 53     | 3   | 17  | 3      |
| 60+  | 7    | 11   | 3      | None   | 19   | 7      | 3      | 757    | 11  | 3    | 5   | 3    | 7      | 13  | 5      | 3    | 37     | 3   | 3   | 5      |
| 80+  | 3    | 293  | 19     | 7      | 167  | 7      | 7      | 709    | 13  | 3    | 3   | 37   | 89     | 71  | 43     | 37   | >10000 | 19  | 7   | 3      |
| 100+ | 7    | 3    | >10000 | 673    | 11   | 3      | 103    | 13     | 59  | 23   | 3   | 3    | >10000 | 7   | 7      | 113  | 271    | 3   | 29  | 3      |
| 120+ | 5    | 293  | 29     | 16427  | None | 5      | 317    | 7      | 17  | 467  | 5   | 3    | 5      | 13  | 5      | 5    | 101    | 103 | 3   | 59     |
| 140+ | 5    | 3    | 7      | 3      | 7    | 17     | 11     | 3      | 17  | 6883 | 3   | 13   | 13     | 3   | 5      | 3    | 5      | 5   | 283 | 11     |
| 160+ | 31   | 3    | 3      | 7      | 3    | 17     | 17     | 3      | 3   | 7    | 13  | 37   | 7      | 3   | >10000 | 5    | 3      | 61  | 827 | 5      |
| 180+ | 449  | 1487 | 11     | 19     | 11   | >10000 | >10000 | >10000 | 3   | 3    | 479 | 109  | 3      | 19  | 3      | 43   | 31     | 37  | 313 | 7      |
| 200+ | 43   | 229  | 5      | 3      | 5449 | 101    | 3      | 61     | 311 | 3    | 79  | 101  | 59     | 73  | 277    | 3    | 499    | 241 | 3   | >10000 |
| 220+ | 149  | 1657 | 5      | 7      | 383  | 7      | 89     | 7      | 11  | 13   | 7   | 3    | 11     | 7   | 223    | 11   | 3      | 23  | 59  | 7      |
| 240+ | 19   | 5    | None   | 71     | 5    | 3      | 3      | 7      | 19  | 857  | 5   | 43   | 5      | 569 | 7      | 5    | 5      | 5   | 19  | 397    |
| 260+ | 109  | 7    | 13     | 19     | 5    | 31     | 3      | 5      | 11  | 17   | 401 | 103  | 3      | 61  | 7      | 5    | 59     | 167 | 3   | 3      |
| 280+ | 7    | 7    | 37     | >10000 | 29   | 5      | 137    | 3      | 3   | 5    | 3   | 19   | 47     | 3   | 29     | 1303 | 5      | 7   | 17  | 97     |

b = 53, 124, 150, 182, 205, 222, 296 に対しては確率的素数しか存在ない。
b = 97, 103, 113, 175, 186, 187, 188, 220, 284 に対しては素数も PRP も知られていない。
代数的な分解のために、b = 8, 27, 32, 64, 125, 243 に対しては素数が存在しない。（b = 1 の場合はすべて 1 だが 1 は素数でない）
すべての奇素数がリストにあることが期待される。
{\displaystyle b=10} に対して、素数は次のように現れる。9091, 909091, 909090909090909091, 909090909090909090909090909091, … オンライン整数列大辞典の数列 A097209。また、これらの n は次のようになる。5, 7, 19, 31, 53, 67, 293, 641, 2137, 3011, 268207, ... オンライン整数列大辞典の数列 A001562。
{\displaystyle Q(b,prime(n))} が素数になるような最小の底 b は
2, 2, 2, 2, 2, 2, 2, 2, 7, 2, 16, 61, 2, 6, 10, 6, 2, 5, 46, 18, 2, 49, 16, 70, 2, 5, 6, 12, 92, 2, 48, 89, 30, 16, 147, 19, 19, 2, 16, 11, 289, 2, 12, 52, 2, 66, 9, 22, 5, 489, 69, 137, 16, 36, 96, 76, 117, 26, 3, ... (この列は n = 2 で始まる) オンライン整数列大辞典の数列 A103795